# Brachyramphus marmoratus
Brachyramphus marmoratus là một loài chim trong họ Alcidae.
Loài chim này sinh sống ở Bắc Thái Bình Dương. Chúng làm tổ ở các rừng lâu năm hoặc trên mặt đất tại khu vực có cao độ cao hơn nơi cây không mọc được.

## Hình ảnh

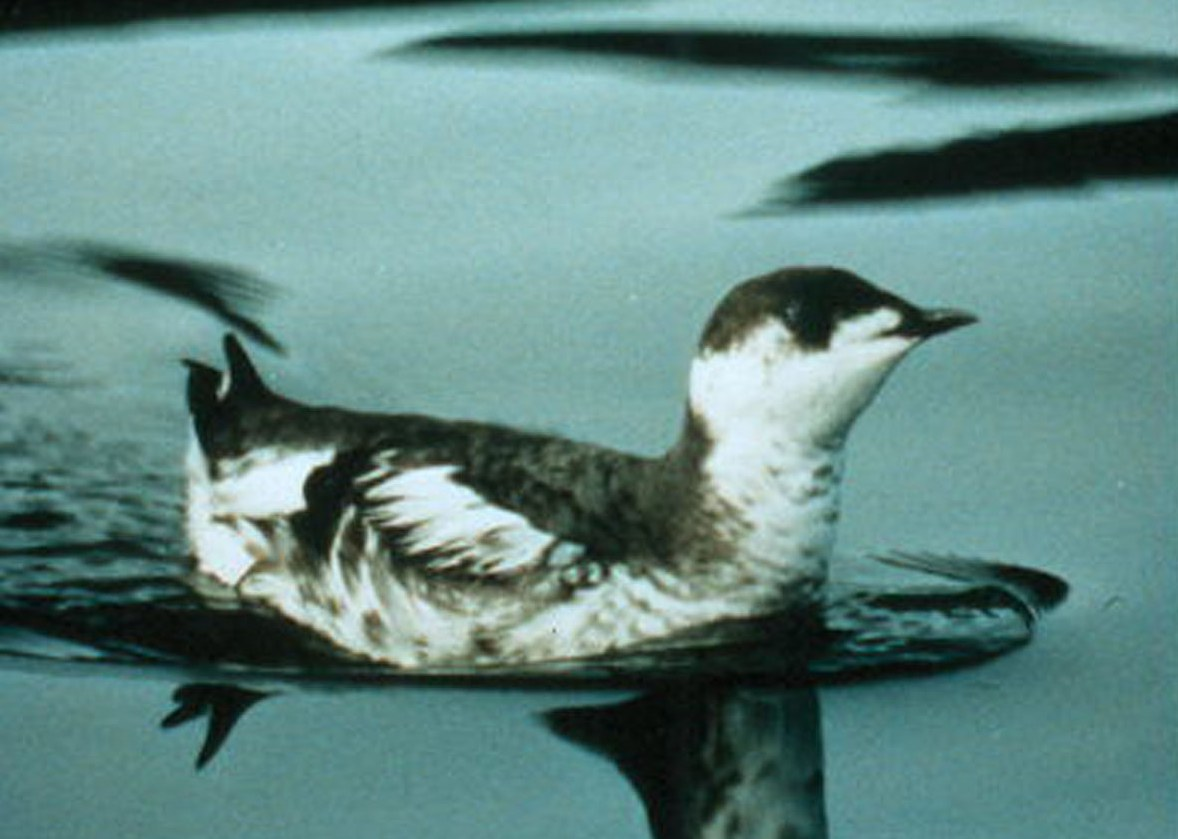
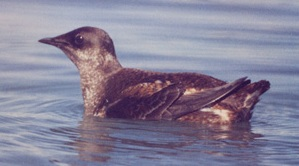
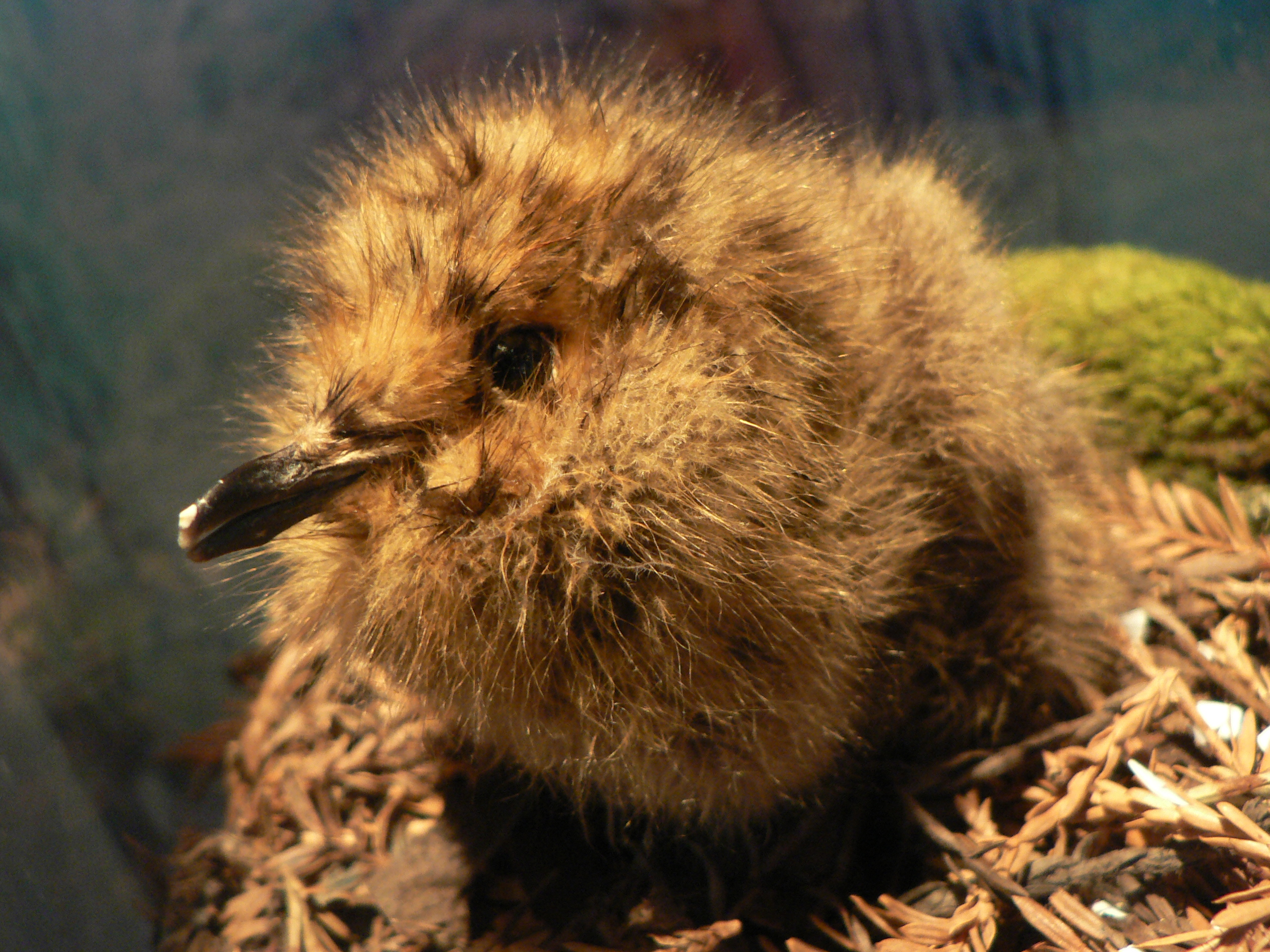